# Asilaris zonatus
Asilaris zonatus là một loài bọ cánh cứng trong họ Cerambycidae.